# Das Rätsel von Bangalor
Pour plus de détails, voir Fiche technique et Distribution.
Das Rätsel von Bangalor (en français L'Énigme de Bangalore) est un film allemand réalisé par Alexander von Antalffy et Paul Leni sorti en 1918.

## Synopsis
En Inde, près de Bangalore, il y a longtemps. Les diverses sectes secrètes du pays ont juré de se venger du gouverneur pour les avoir trahies et avoir voulu les soumettre à la domination coloniale britannique. Ils kidnappent la jeune fille du gouverneur, Ellen, qui est retenue captive par le prince Dinja dans son magnifique palais. Un médecin écossais nommé Archie Douglas apprend son sort lorsqu'un jour il est conduit dans le palais les yeux bandés. Les deux tombent rapidement amoureux.
Les deux amants forgent un plan pour s'évader. Archie parvient à libérer Ellen de sa cage dorée. Mais les opposants extrêmement puissants, surtout les diaboliques Dinja, ne lâchent pas et poursuivent le couple aux quatre coins du globe, de l'Inde à l'Amérique en passant par le Japon. Une fois qu'ils parviennent à rattraper la jeune femme, Douglas parvient à libérer à nouveau Ellen. Finalement, Dinja se rend compte que rien n'est plus fort que l'amour, laisse partir la jeune fille et se jette dans une mer de flammes à Tokyo.

## Fiche technique
- Titre original : Das Rätsel von Bangalor
- Réalisation : Alexander von Antalffy et Paul Leni[2]
- Scénario : Rudolf Kurtz, Paul Leni
- Direction artistique : Paul Leni
- Société de production : Pax-Film
- Société de distribution : UFA
- Pays de production :  Allemagne
- Langue : allemand
- Format : Noir et blanc - 1,33:1 - 35 mm
- Genre : Aventure
- Durée : 88 minutes
- Dates de sortie :
  - Allemagne : 11 janvier 1918.
  - Hongrie : 25 mars 1918.

## Distribution
- Conrad Veidt : Dinja, un maharaja indien
- Gilda Langer : Ellen, la fille du gouverneur
- Harry Liedtke : Archie Douglas, un médecin écossais.

## Production
Il s'agit du premier tournage de Conrad Veidt.
Le film passe la censure en décembre 1917, est interdit aux jeunes et est montré pour la première fois le 11 janvier 1918 au Lessing-Theater de Hambourg. La première berlinoise a lieu le 7 février 1918 à l'Union Theater Kurfürstendamm.
La version de 1918 comporte cinq actes et mesure 1 808 m de long. En octobre 1922 a lieu une nouvelle censure, le film ne mesure plus que 1 350 m de long avec le même nombre d'actes.
On estimait le film perdu. La Deutsche Kinemathek retrouve une bande de 12,4 m, soit 30 secondes. Après avoir mis des images sur Internet en septembre 2008, on l'attribue au film Das Rätsel von Bangalor. Elle montre Gilda Langer et Harry Liedtke à une table dans un restaurant ou un théâtre de variétés. La chambre spacieuse est décorée de palmiers et des lampes Art Nouveau modernes sont placées sur les tables. Un Indien renfrogné observe le couple et prend place à proximité. Le serveur prend leurs commandes.

## Bande originale
Compilation faite par Robert Aßmann, maître de chapelle de l'Union-Theater-Lichtspiele de Dresde.
Premier acte
- Lakmé de Léo Delibes
- Danse arabe de Casse-Noisette de Tchaïkovski.

Deuxième acte.
- Plainte d'Ingrid de Peer Gynt d'Edvard Grieg (jusqu'à ce que l'Indien apparaisse). Puis:
- Caravane Hindoue de Francis Popy.
- Ballet égyptien d'Alexandre Luigini, 2e Suite n°1 et 2.
- Samson et Dalila de Camille Saint-Saëns.

Troisième acte
- Fantaisie sur Aida par Émile Tavan : allegro moderato en si bémol majeur, allegretto en mi bémol majeur et andantino en fa majeur
- Suite de ballet n°5 de Popy.
- Cortège nuptial de Peer Gynt.

Quatrième acte
- Feldeinsamkeit, chanson de Johannes Brahms
- La Princesse jaune de Camille Saint-Saëns.
- Liebestreu, chanson de Johannes Brahms.

Cinquième acte
- Suite orientale de Popy, n°2.
- Träume, une chanson de Richard Wagner.
- Le Villi de Giacomo Puccini (quand l'Indien cause l'incendie et pendant l'incendie).
- Träume jusqu'à la fin.

## Source de traduction
- (de) Cet article est partiellement ou en totalité issu de l’article de Wikipédia en allemand intitulé « Das Rätsel von Bangalor » (voir la liste des auteurs).